# Paul Depaepe

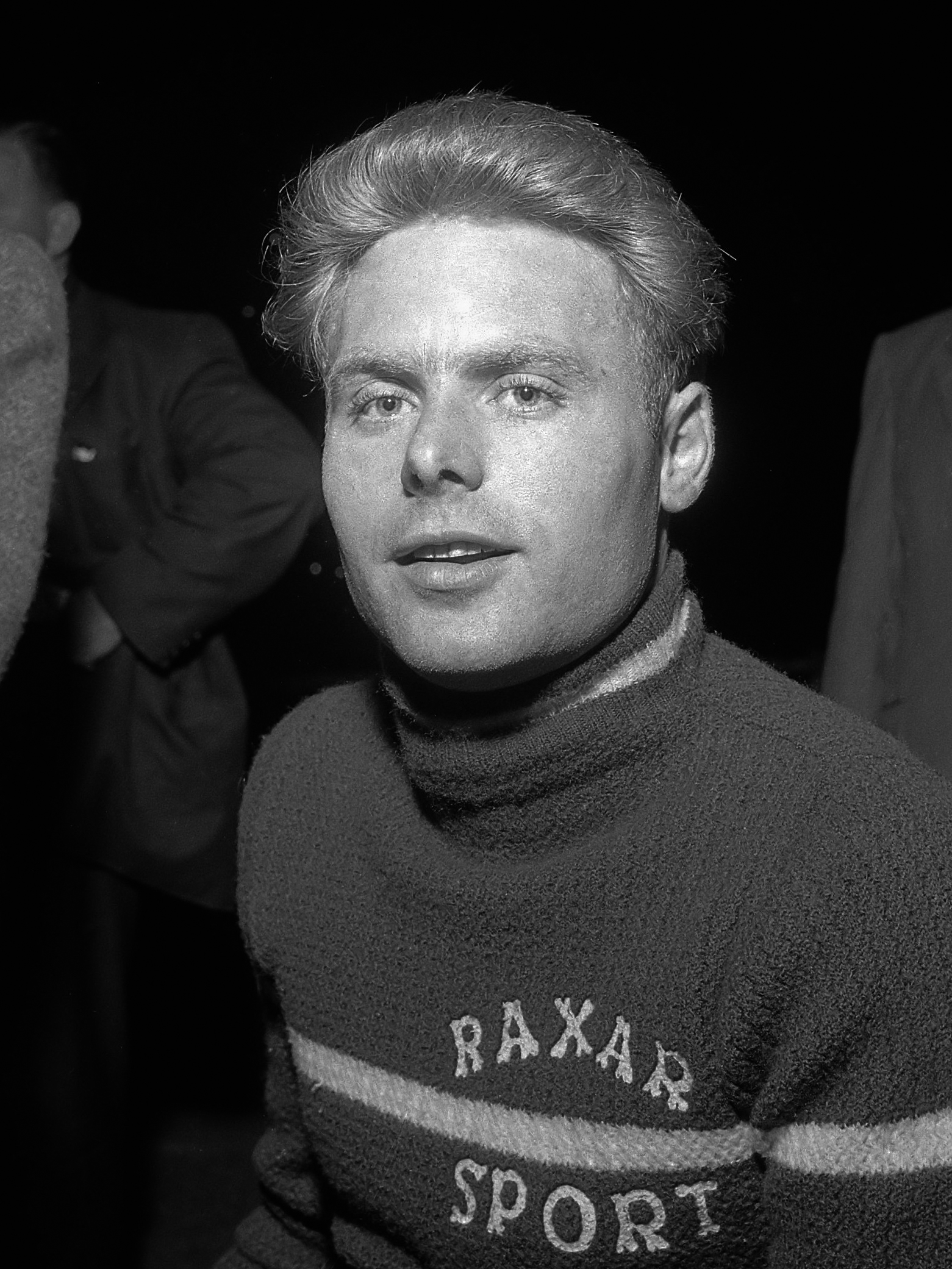
Paul Depaepe (1957)

Paul Depaepe (* 12. Oktober 1931 in Deurne) ist ein ehemaliger belgischer Radrennfahrer.
In seiner Jugend war Paul Depaepe ein erfolgreicher Langstreckenläufer, wandte sich dann aber dem Radsport zu. Er war Teilnehmer der Olympischen Sommerspiele 1952 in Helsinki. In der Mannschaftsverfolgung kam er mit seinem Team auf den 5. Rang.
1953 gewann er noch als Amateur die Meisterschaft von Zürich und wurde belgischer Meister in der Einerverfolgung auf der Bahn. Diesen nationalen Titel konnte er 1954 und 1955 als Profi verteidigen. Ab 1957 konzentrierte sich Depaepe zunehmend auf Steherrennen und wurde auf Anhieb vor heimischem Publikum in Antwerpen Weltmeister sowie belgischer Meister und Vize-Europameister in dieser Disziplin.
1959 sowie 1961 wurde Depaepe nochmals belgischer Stehermeister sowie von 1961 bis 1963 dreimal in Folge Europameister. 1961, 1962 und 1963 wurde er jeweils Vize-Weltmeister der Steher. Zudem startete er bei insgesamt 23 Sechstagerennen, von denen er allerdings keines gewann. Beste Platzierung war die beim Sechstagerennen von Antwerpen im Jahre 1959, gemeinsam mit Reginald Arnold und Ferdinando Terruzzi. 1965 brach er sich bei einem Trainingsunfall drei Wirbel und musste seine aktive Radsportlaufbahn beenden.
Anschließend betätigte er sich als Schrittmacher.